# Cheiracanthium denisi
Cheiracanthium denisi là một loài nhện trong họ Miturgidae.
Loài này thuộc chi Cheiracanthium. Cheiracanthium denisi được Lodovico di Caporiacco miêu tả năm 1939.